# Chančali
Chančali (gruzínsky ხანჩალის ტბა) je jezero v kraji Samcche-Džavachetie v Gruzii. Leží v nadmořské výšce 1928 m.
Název je odvozen od blízkého sídla Didi Chančali.

## Využití
Ačkoliv je s hloubkou do 80 cm mělké, je domovem ryb a oblíbeným místem rybolovu Gruzínů a Arménů.